# Cosmos bipinnatus
Cosmos bipinnatus é uma espécie de planta com flor pertencente à família Asteraceae. 
A autoridade científica da espécie é Cav., tendo sido publicada em Icones et Descriptiones Plantarum 1(1): 10, pl. 14. 1791.

## Portugal
É uma espécie natural do México, presente no território português, nomeadamente em Portugal Continental.